# شسليتس
شسليتس (بالألمانية: Scheßlitz) هي بلدة ألمانية تقع في ألمانيا في منطقة بامبرغ. يقدر عدد سكانها بـ 7,164 نسمة .

## أعلام
- ماركوس فيولنر